# Tingmo

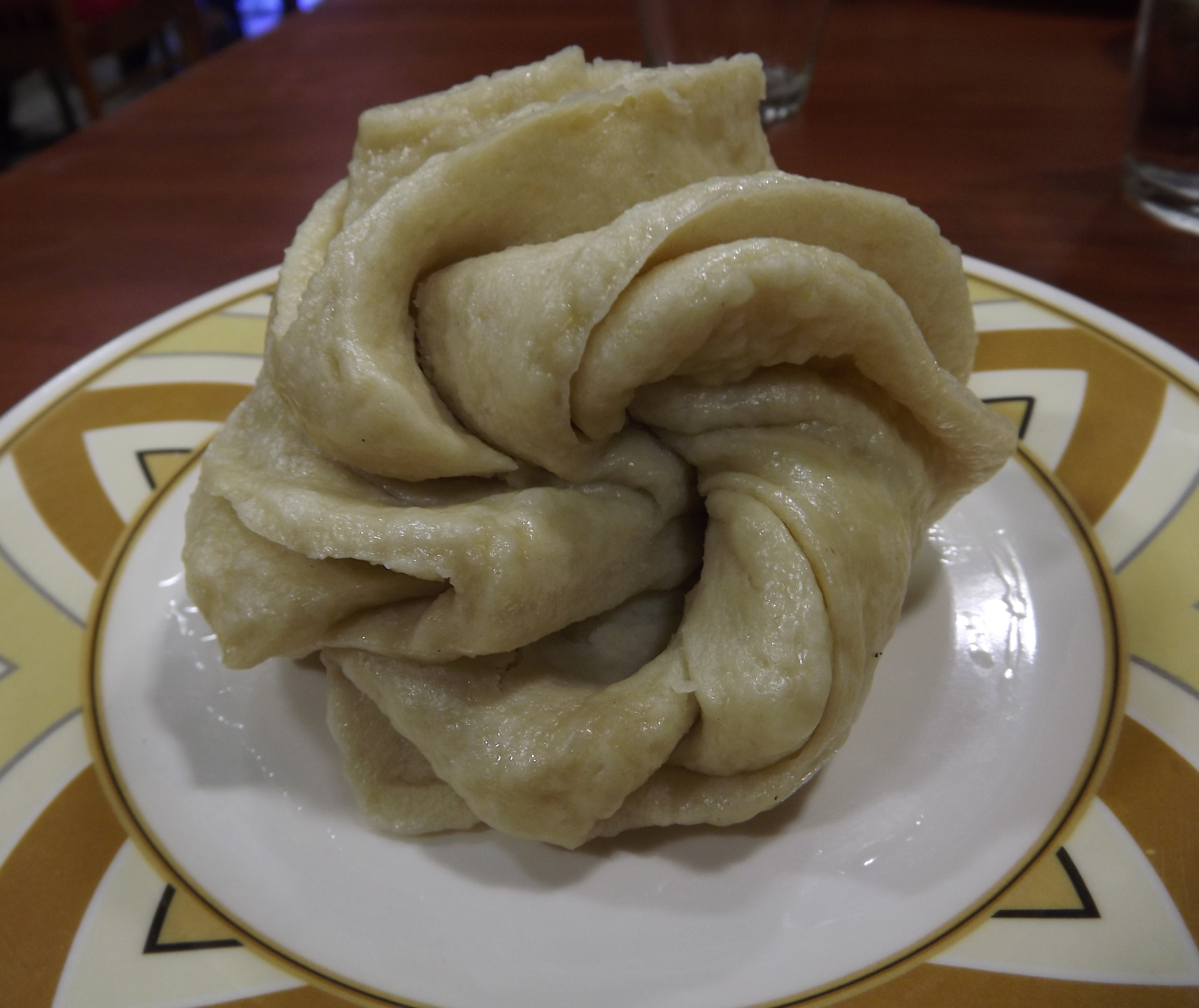
Tingmo

Tingmo, auch Ting Momo genannt (Tibetisch ཀྲིན་ མོག), ist ein für die tibetische Küche typisches gedämpftes Brot. Im an Tibet angrenzenden indischen Bundesstaat Sikkim ist es ebenfalls populär. Es wird manchmal auch als gedämpftes Brötchen bezeichnet und ähnelt chinesischen Blumenbrötchen. Es enthält keinerlei Füllstoffe.
Um es zuzubereiten, wird Weizenmehl mit Öl und Wasser gemischt und danach ruhen gelassen. Stücke des Teigs werden genommen und gedreht und in eine Blumenform geformt. Anschließend werden sie auf einen gefetteten Teller in einen Dampfgarer gelegt und 15 Minuten gegart. Optional können die Brötchen mit einer Mischung aus Koriander, Knoblauch und Ingwer gefüllt werden.